# Iljinskaea
Iljinskaea, monotipski biljni rod iz porodice kupusovki (Cruciferae). Jedina vrsta je I. planisiliqua jednogodišnja biljka koja raste prvenstveno u umjerenom biomu, od Mongolije na istoku do Grčke i Bugarske na zapadu
Prvi puta opisana je kao Conringia planisiliqua'' Fisch. & C.A.Mey., kao predstavnik roda Conringia, a 2021 smještena je u vlastiti rod.

## Sinonimi
- Conringia planisiliqua Fisch. & C.A.Mey. in Index Seminum (LE, Petropolitanus) 3: 32 (1837). Bazionim.
- Erysimum patisiliquosum Wender. in Index Seminum (MB, Marburgensis) 1853: 4 (1853)
- Erysimum patisiliquum Wender. in Index Seminum (MB, Marburgensis) 1856: 3 (1856)
- Erysimum planisiliquum Steud. ex Ledeb. in Fl. Ross. 1: 192 (1841)
- Sisymbrium planisiliquum Hook.f. & Thomson in J. Proc. Linn. Soc., Bot. 5: 159 (1861)